# Medicine letali e crimine organizzato
Medicine letali e crimine organizzato (titolo originale in inglese: Deadly Medicines and Organised Crime: How Big Pharma Has Corrupted Healthcare) è un libro di Peter C. Gøtzsche con prefazioni di Richard Smith e Drummond Rennie. L'originale inglese è stato pubblicato dalla casa editrice Taylor & Francis nel 2013, mentre l'edizione italiana è stata data alle stampe dalla Giovanni Fioriti Editore due anni più tardi.
Il libro afferma che le attività delle principali aziende farmaceutiche includono corruzione, frode, concussione e omissione di dati, al fine di commercializzare i loro prodotti.
Mentre tutti i farmaci presentano degli effetti collaterali e non tutti hanno dei benefici, l'afflusso di denaro da parte delle aziende farmaceutiche mina la regolamentazione, l'educazione e l'integrità scientifica. Gøtzsche fa proposte su come migliorare la situazione.

## Recensioni
Secondo Farhat Yaqub, Gøtzsche è un critico schietto e competente che ha scritto il libro per "orientare la politica verso una maggiore trasparenza". Indica inoltre di essere ricorso ad un libro perché era difficile ottenere spazo per le sue critiche sulle riviste mediche.
Andrew Haynes trova le sue critiche caustiche.
Justin B. Biddle indica che, sebbene la maggior parte del materiale sia già stato trattato in precedenza, Gøtzsche aggiunge una grande quantità di dettagli. T Tom Yates, che concorda con l'autore su molti punti fondamentali, ritiene che il libro avrebbe potuto essere migliore. Indica che ci sono troppe iperboli "e, in alcuni punti, (è) un po' offensivo".
James Dickinson scrive che il libro è completo e che la "valanga di prove è schiacciante". Una migliore revisione con un'attenzione maggiore alla scrittura e alle fonti citate avrebbe migliorato il libro.

## Premi e riconoscimenti
Nel 2014 ha vinto il premio Medical Book Awards della British Medical Association, nella categoria tesi di base di medicina.

## Edizioni
- (EN)  Peter C. Gøtzsche, Richard Smith, Drummond Rennie, Deadly Medicines and Organised Crime, Taylor & Francis, 2013, 1a edizione (brossura). ISBN 9781846198847, OCLC 1114600905 (2019)
- (IT)  Gøtzsche, Peter C., tr. it. Tibaldi, Giuseppe, Medicine Letali e Crimine organizzato. Come le grandi aziende farmaceutiche hanno corrotto il sistema sanitario, Giovanni Fioriti Editore, 2015, 430 p. ISBN 9788899318017, OCLC 981544372